# Riikka Tiilikainen
Riikka Tiilikainen est une joueuse finlandaise de volley-ball née le 9 octobre 1990 à Porvoo. Elle mesure 1,87 m et joue attaquante. Elle totalise 7 sélections en équipe de Finlande.

## Clubs
| Club               | De        | À         |
| ------------------ | --------- | --------- |
| Vanajan RC         | 2006-2007 | 2008-2009 |
| HPK Naiset         | 2009-2010 | 2012-2013 |
| VT Aurubis Hamburg | 2013-2014 | 2013-2014 |
| Helsinki Volley    | 2018-2019 | …         |

## Palmarès
- Championnat de Finlande
  - Vainqueur : 2007, 2008.
- Coupe de Finlande
  - Vainqueur : 2006.